# Halbstrafe
Unter dem Begriff Halbstrafe wird die im deutschen Strafgesetzbuch (StGB) als „Aussetzung des Strafrestes zur Bewährung“ bezeichnete vorzeitige Haftentlassung nach Verbüßung der Hälfte der Strafe bei positiver Sozialprognose verstanden. Sie ist geregelt in § 57 Abs. 2 StGB.
Sie kann gewährt werden, wenn
- die verurteilte Person erstmals eine Freiheitsstrafe verbüßt und diese zwei Jahre nicht übersteigt oder
- die Gesamtwürdigung von Tat, Persönlichkeit der verurteilten Person und ihrer Entwicklung während des Strafvollzugs ergibt, dass besondere Umstände vorliegen

und
- die übrigen Voraussetzungen des Absatzes 1 erfüllt sind.

Bei einem Rückfall innerhalb des Bewährungszeitraumes kann die ausgesprochene Strafe weiter vollstreckt werden.